# Isabel Gago
Isabel Maria Meleças Gago (Lisboa, 30 de mayo de 1913 – 8 de mayo de 2012) fue una ingeniera química portuguesa, la primera mujer en graduarse en ingeniería química en su país. Además, fue la segunda mujer en estudiar ingeniería en Portugal y la primera en enseñar ingeniería química. 

## Trayectoria
Gago nació en Lisboa en 1913 y fue hija de un capitán del Ejército Portugués. Asistió al Instituto de Odivelas (en esa época llamado Instituto Femenino de Educación y Trabajo), una escuela reservada a las hijas de oficiales del ejército, donde cursó cinco años de primaria y dos de secundaria. Terminó sus estudios de bachillerato en el Liceo Maria Amália Vaz de Carvalho de Lisboa.
En 1933, ingresó en el Instituto Superior Técnico (IST) de Lisboa, convirtiéndose, en 1939, en la primera mujer portuguesa en graduarse en ingeniería química y la segunda en ingeniería. Después de graduarse, continuó trabajando en el IST hasta su jubilación, en 1984, a los 70 años. Se convirtió en la primera profesora de ingeniería química en Portugal e impartió clases de electroquímica y electrometalurgia.
En la década de 1940, construyó un Laboratorio Portátil de Análisis. El laboratorio se podía transportar en una maleta de madera que servía también como mesa de trabajo al apoyarse sobre las rodillas del operador. En su interior, se transportaban varios estuches con puertas corredizas, que exhibían distintos tipos de material: frascos con reactivos, frascos de ácidos fuertes, accesorios, morteros, una lupa de relojero, tubos de ensayo, pipetas, un reloj de arena, vidrios de reloj, portaobjetos, crisoles e, incluso, una pila seca de 4,5 voltios. El laboratorio portátil se conserva en el Departamento de Ingeniería Química del IST.

## Reconocimientos
Isabel Gago fue la primera ingeniera química portuguesa. Fue la segunda mujer en estudiar ingeniería en Portugal y la primera en enseñar ingeniería química. Fue homenajeada en 2011 en el marco de la celebración del centenario del Instituto Superior Técnico. En la misma ceremonia también se homenajeó a Maria Amélia Chaves (primera mujer graduada en ingeniería civil, por el mismo Instituto) y Sílvia Brito Costa (primera mujer profesora de ingeniería).